# Anton Hackel

Anton Hackel, 1833, Lithographie nach einer Zeichnung von Johann Baptist Clarot, gedruckt bei Johann Höflich, Wien, Österreichische Nationalbibliothek

Anton Hackel (* 11. April 1799 in Wien; † 1. Juli 1846 in Maria Enzersdorf bei Wien) war ein österreichischer Beamter und Komponist.

## Leben
Hackel war der Sohn des Arztes Johann Christoph Hackel (1758–1814), der auch als Organist und Komponist tätig war und mehrere medizinische Schriften veröffentlichte. 
Er erhielt früh Klavierunterricht von Emanuel Aloys Förster (1748–1823), der ihn später auch in der Komposition unterwies. Zu seinen Lehrern zählte daneben Franz Jakob Freystädtler. Danach wollte er ursprünglich Medizin studieren, konnte das Studium jedoch nach dem frühen Tod des Vaters nicht finanzieren, so dass er sich für eine Laufbahn als Beamter entschied. 1815 begann Hackel eine entsprechende Ausbildung in der k. k. Hofbaudirektion, bei der er 1844 zum k. k. Hofbauamts-Konzipisten befördert wurde.
1839 erkrankte Hackel erstmals schwer, ohne jemals wieder vollständig zu genesen. Mitte Mai 1846 wurde er schließlich in der „Heilanstalt für Brustkranke“ in Maria Enzersdorf bei Mödling untergebracht, wo er wenige Wochen später starb. Am Nachmittag des 14. November 1846 wurde auf seinem Grab ein Denkstein enthüllt.

## Werke
Hackels kompositorisches Schaffen besteht aus etwa 300 Liedern. Daneben schuf er ein Requiem, Messen, Militärmusik und andere Werke.